# 176BOX
176BOX（いなろくボックス）は、大阪府豊中市庄内東町に所在するイベントホールである。

## 概要
元々当地で運営されていた屋外フットサル場を2017年に屋内施設へと改装し、翌2018年に全天候型施設として営業を開始。隣には本施設が開業する前から営業するトレーニングジムが所在している。施設名の由来は、近くを通る国道176号の愛称。
近畿地方のイベントホールの中では比較的小規模ではあるが、音響設備や大型スクリーンが完備されているほか、新木場1stRINGのように入場ゲートや花道の設置も可能。フットサル場としての機能は改装後もそのまま残しているため、フットサル以外のイベントを開催する際には人工芝の上にシートを敷いて使用する。
主にプロレス、ボクシング、キックボクシング、総合格闘技の興行、およびエンターテインメント系のイベントで使用されている。プロレスでは2018年11月にプロレスリングLAND'S ENDが本施設で大会を開催したのが最初で、以来多くのプロレス団体が大阪府内で興行を開催する際に当会場を使用している。

## アクセス
- 阪急電鉄宝塚本線庄内駅から徒歩6分